# Daniela Kosán
Daniela Kosán Montcourt (Maracay, 24 de febrero de 1974) modelo,  presentadora de televisión y exreina de belleza venezolana. Ganadora de la títulos de belleza Miss Venezuela Internacional 1997 y Nuestra Belleza Internacional 1997.

## Estudios
Cursó estudios de secundaria en el liceo Agustín Codazzi, de Maracay, estado Aragua. Posteriormente, entre los años 1992 y 1997, inició estudios de Medicina en la Universidad de Carabobo, núcleo La Morita, estado Aragua.  Carrera universitaria que abandonó para participar en el concurso Miss Venezuela en 1997.  

## Títulos de Belleza
- Miss Venezuela Internacional; corona ganada en el Miss Venezuela 1997.
- Nuestra Belleza Internacional 1997, Miami, Estados Unidos.
- Primera Finalista y Miss Fotogénica del  Miss Internacional 1998, Tokio, Japón.

## Presentadora de TV
En 1998, presentó la sección del clima en "El informador" de Venevisión, lo que le hizo ganarse el título de "la chica del clima". En 2000, fue la conductora de varios programas de Televen, mientras presentaba otros del canal de televisión por cable, E! Entertainment Televisión Latinoamérica.
Kosán también fue conocida por ser una de las Chicas Polar, parte de una campaña publicitaria para una cervecería.
Se destacó en el programa "Zona Creativa" en el que se desempeñó como: escritora, directora, guionista, creatia y talento.  
Durante 10 años fue la imagen para toda Latinoamérica del canal por suscripción E!, período en el que cubrió las alfombras rojas de Hollywood y pudo entrevistar a Angelina Jolie, Morgan Freeman, Christian Bale y muchos otros destacados actores.
Condujo "Relaxed" un espacio  donde los artistas comparten con Daniela sus alegrías y triunfos en el plano personal y profesional. Este innovador formato ya lleva cuatro ediciones: Fanny Lu, Luis Fonsi, Paulina Rubio y Wisin y Yandel.
En el año 2011 condujo el Miss Venezuela 2011 junto al animador zuliano Leonardo Villalobos. También ha estado presente como presentadora del "Miss Sambil Model".

## Empresaria
A partir del año 2007 comenzó una nueva etapa en su vida ahora como Empresaria de la innovadora línea de cosméticos Daniela Kosan Store.
En 2015 fue presentadora de la 4.ª entrega de los Premios Pepsi Music, junto a Ramón Castro.
Desde diciembre de 2017, lidera junto a Ramón Castro, Let's Conncet Show un espacio itinerante que ha recorrido Miami, Houston, Orlando y Panamá para promover el networking latino en los Estados Unidos. Los encuentros son gratuitos y se hacen al estilo de un late show que también brinda la experiencia en streaming a través de las redes sociales. Los empresarios, emprendedores y dueños de marcas también tienen la oportunidad de dar a conocer su negocio y enlazar con proveedores, aliados y clientes.
Durante 2020, y en plena pandemia, Daniela Kosán diseñó su Workshop “Habla bien ¡Conecta mejor”! que busca recobrar el buen uso de la lengua castellana, así como ayudar a los emprendedores a tener un buen discurso de presentación.

## Embajadora de buena voluntad
Daniela Kosán ha sido  embajadora de causas nobles como las Fundaciones SenosAyuda, para prevenir el cáncer de mama. Además, a través de su empresa Daniela Kosan Store ha hecho donativos a SenosAyuda para parcticar mamografías a mujeres de bajos recursos.
Asimismo, es embajadora de Padrinos Sin Límites, fundación sin fines de lucro, que se dedica a recaudar fondos y artículos de primera necesidad para zonas de bajos recursos de Venezuela.